# Воронін Михайло Львович
Миха́йло Льво́вич Воро́нін (10 липня 1938, Київ — 14 квітня 2012, Київ)  — український дизайнер і виробник класичного одягу, доктор технічних наук. Повний кавалер Ордена Трудової Слави та володар Золотих медалей ВДНГ СРСР та УРСР.

## Життєпис
Народився 10 липня 1938 року в Києві. Кравецькою справою почав займатися в чотирнадцять років (з 1952 року).
З 1964 року закрійник чоловічого верхнього одягу. У 1972 році закінчив Київський технологічний інститут легкої промисловості.
У радянський час працював на київській трикотажній фабриці. З середини 1980-х років очолив власний бізнес (з 1985 року фірма «Мода і час»; з 1991 року СП, згодом концерн «Михайло Воронін — Відень—Париж»). З 1994 року був власником основного пакету акцій ВАТ КШФ «Желань».

Могила Михайла Вороніна

Помер 14 квітня 2012 року. Похований у Києві на Байковому кладовищі (ділянка № 52а).

## Досягнення
Михайло Воронін — багаторазовий переможець престижних міжнародних конкурсів кравецької майстерності; успішний бізнесмен, академік, новатор і раціоналізатор. Автор унікального жилетно-макетного методу пошиття чоловічого одягу без примірок, патент на який видано ще 1970 року.
У 1964—1998 роках пройшли демонстрації його моделей одягу у більш ніж 60 країнах світу, а продукція під брендом «Михайло Воронін» продається у близько 20 країнах світу, а в Україні представлена як у мережі монобрендових бутиків, так і полібрендових магазинах одягу.

Зірка Михайла Вороніна на Алеї Зірок у Києві

Перший авторський показ моделей (загалом 30) дизайнера у Голівуді (США) відбувся 1989 року. Костюми у Вороніна замовляли Сільвестр Сталлоне, Роман Віктюк, Володимир Гришко, інші відомі політики, спортсмени і актори.
2002 року Михайло Воронін пошиттям смокінгу 500-го розміру (заввишки з триповерховий будинок) встановив світовий рекорд розміру смокінга, який було занесено до Книги рекордів Гіннеса.

## Вшанування
15 квітня 2013 року на фасаді будівлі швейної фабрики, де у 1991–2012 роках працював Михайло Воронін, на пошану відомого українського дизайнера встановлена меморіальна таблиця (бронза, горельєфний портрет; скульптор Віталій Рожик).